# Colosseum (Caesars Palace)
A Colosseum egy 4100 férőhelyes szórakozóhely Las Vegasban, a Ceasars Palace területén. A színházként üzemelő épület építési költsége 95 millió dollár volt, mely a legdrágább ilyen helyszín Las Vegasban.
A Colosseumot eredetileg Céline Dion A New Day… című show műsora részére építették ősi római témára. Azóta számos egyéb előadásnak adott helyet, mint például Elton John, Rod Stewart és Cher is. Bette Midler Colosseumbeli műsora első helyen állt a Billboard.com jegyeladási listáján. A mexikói sztár, Luis Miguel több műsort is adott itt minden szeptemberben 2007 óta, mellyel a mexikói függetlenség napját ünnepelték. Gloria Estefan egy különleges hét napos koncertsorozatot adott 2003-ban Unwrapped című albumának népszerűsítésére. A koncertsorozat címe Live & Unwrapped volt, és minden napján telt ház előtt zajlott. Stevie Nicks 2005 májusában négy estén át tartotta meg Dreams című, szintén telt házas műsorát, illetve 2005 augusztusában és 2006 decemberében egy estés exkluzív műsorokat is adott. 2007 márciusában újabb négy estés show-val jelentkezett.

## Sztárfellépők
| Előadó                          | Műsor                       | Előadások                                 | Koncertek száma | Kiadás(ok) |
| ------------------------------- | --------------------------- | ----------------------------------------- | --------------- | --- |
| Celine Dion                     | A New Day...                | 2003. március 25. – 2007. december 15.    | 717             | - Celine in Las Vegas, Opening Night Live (CBS Special) (2003) - A New Day... Live in Las Vegas (2004) - Live in Las Vegas: A New Day... (2007) |
| Celine Dion                     | Celine                      | 2011. március 15. – 2019. június 8.       | 427             | - Celine: 3 Boys and a New Show (OWN Special)                                                                                                   |
| Elton John                      | The Red Piano               | 2004. február 13. – 2009. március 22.     | 247             | - Elton John: The Red Piano (NBC Special) (2005) - The Red Piano (2009)                                                                         |
| Elton John                      | The Million Dollar Piano    | 2011. szeptember 28. – 2018. május 17.    | 197             | - Elton John: The Million Dollar Piano (Cinema/DVD and Blu-ray) (2014)                                                                          |
| Bette Midler                    | The Showgirl Must Go On     | 2008. február 20. – 2010. január 31.      | 170             | - Bette Midler: The Showgirl Must Go On (HBO Special) (2010) - The Showgirl Must Go On (DVD) (2011)                                             |
| Cher                            | Cher at the Colosseum       | 2008. május 6. – 2011. február 5.         | 192             | |
| Rod Stewart                     | Rod Stewart: The Hits       | 2011. augusztus 24. – 2017. szeptember 3. | 140             | |
| Shania Twain                    | Shania: Still the One       | 2012. december 1. – 2014. december 13.    | 105             | - Still the One: Live from Vegas (CD/DVD) (2015)                                                                                                |
| Reba McEntire and Brooks & Dunn | Together in Vegas           | 2015. június 19. – 2021. december 15.     | 95              | |
| Mariah Carey                    | #1 to Infinity              | 2015. május 6. – 2017. július 18.         | 50              | |
| Mariah Carey                    | The Butterfly Returns       | 2018. július 5. - 2020. február 29.       | 25              | |
| Usher                           | Usher - The Vegas Residency | 2021. július 16. – 2022. január 1.        | 18              | |
| Adele                           | Weekends with Adele         | 2022. november 18. - 2023. március 5.     | 32              | |
| Garth Brooks                    | Garth Brooks/Plus ONE       | 2023. május 18. - 2023. december 16.      | 27              | |

## Show-műsorok
| Előadó         | Műsor                                             | Előadások                                           |
| -------------- | ------------------------------------------------- | --------------------------------------------------- |
| Mariah Carey   | Charmbracelet World Tour                          | 2003. július 26.3                                   |
| Mariah Carey   | Angels Advocate Tour                              | 2010. február 27.                                   |
| Gloria Estefan | Live & Unwrapped                                  | 2003. október 10-19.                                |
| Romina Arena   | Romina Arena Live!                                | 2004. június 8–9.                                   |
| Stevie Nicks   | Say You Will Tour                                 | 2004. július 5.                                     |
| Stevie Nicks   | Dreams                                            | - 2005. május 10–14. - 2007. március 20–24.         |
| Stevie Nicks   | Gold Dust Tour                                    | 2005. július 5.                                     |
| Stevie Nicks   | Stevie Nicks in Concert                           | 2011. május 14.                                     |
| Faith Hill     |                                                   | 2004. augusztus 10–14.                              |
| Carole King    | The Living Room Tour                              | 2004. augusztus 21.                                 |
| Luis Miguel    | Mexico En La Piel Tour                            | 2007. szeptember 14–16.                             |
| Luis Miguel    | Complices Tour                                    | - 2008. szeptember 12–15. - 2009. szeptember 12–15. |
| Luis Miguel    | Luis Miguel Tour                                  | - 2010. szeptember 15–18. - 2011. szeptember 15–18. |
| Bob Dylan      | Never Ending Tour                                 | 2010. augusztus 17.                                 |
| Rod Stewart    |                                                   | 2010. november 6–21.                                |
| Diana Ross     | More Today Than Yesterday: The Greatest Hits Tour | 2010. november 12–13.                               |
| Leonard Cohen  | Leonard Cohen Tour 2008–2010                      | 2010. december 10–11.                               |
| Jacky Cheung   | Jacky Cheung Century Tour                         | 2011. february 6-8.                                 |
| Janet Jackson  | Number Ones: Up Close and Personal                | 2011. április 22–24.                                |
| Ricky Martin   | Música + Alma + Sexo World Tour                   | 2011. április 30.                                   |
| Kylie Minogue  | Aphrodite: Live                                   | 2011. május 22.                                     |